# Mary Boland
Mary Boland (geboren als Marie Anne Boland, Philadelphia, 28 januari 1880 - New York, 23 juni 1965) was een Amerikaans actrice.
Boland werd geboren als dochter van acteur William Boland en zijn vrouw Mary Cecilia Hatton. Ze acteerde al vanaf haar tienerjaren en debuteerde op Broadway in 1907 in een toneelstuk met Dustin Farnum. Voordat ze haar stomme filmdebuut maakte in 1915, was ze al te zien geweest in 11 toneelstukken. In 1920 maakte ze haar laatste film, om terug te keren naar het theater. Vanaf dat moment begon ze haar loopbaan als komiek.
Toen de geluidsfilm zijn intrede had gemaakt in Hollywood, werden verscheidene theateracteurs een contract aangeboden. Zo ook Boland, die in 1931 haar geluidsfilmdebuut maakte voor Paramount Pictures. Ze groeide in de jaren 30 uit tot een bekend karakteractrice die vooral succes had in screwball-komedies. In haar latere carrière keerde ze terug naar Broadway, waar ze in 1954 haar laatste optreden gaf.
Boland trouwde nooit en kreeg ook nooit kinderen. Ze overleed op 85-jarige leeftijd aan een hartaanval. Voor haar bijdrage aan de filmindustrie heeft ze een ster op de Hollywood Walk of Fame.

## Filmografie
| - The Edge of the Abyss (1915) - The Penitentes (1915) - The Price of Happiness (1916) - The Stepping Stone (1916) - Mountain Dew (1917) - A Woman's Experience (1918) - The Prodigal Wife (1918) - The Perfect Lover (1919) - His Temporary Wife (1920) - Secrets of a Secretary (1931) - Personal Maid (1931) - The Night of June 13th (1932) - Evenings for Sale (1932) - If I Had a Million (1932) - Mama Loves Papa (1933) - Three-Cornered Moon (1933) - The Solitaire Man (1933) - Six of a Kind (1934) - Four Frightened People (1934) - Melody in Spring (1934) - Stingaree (1934) - Here Comes the Groom (1934) - Down to Their Last Yacht (1934) - The Pursuit of Happiness (1934) - Ruggles of Red Gap (1935) - People Will Talk (1935) | - Two for Tonight (1935) - The Big Broadcast of 1936 (1935) - Early to Bed (1936) - A Son Comes Home (1936) - Wives Never Know (1936) - College Holiday (1936) - Marry the Girl (1937) - Danger-Love at Work (1937) - There Goes the Groom (1937) - Mama Runs Wild (1937) - Little Tough Guys in Society (1938) - Artists and Models Abroad (1938) - Boy Trouble (1939) - The Magnificent Fraud (1939) - Night Work (1939) - The Women (1939) - He Married His Wife (1940) - New Moon (1940) - Pride and Prejudice (1940) - Hit Parade of 1941 (1940) - One Night in the Tropics (1940) - In Our Time (1944) - Nothing But Trouble (1944) - Forever Yours (1945) - Julia Misbehaves (1948) - Guilty Bystander (1950) |

- Biblioteca Nacional de España: XX1276812
- Bibliothèque nationale de France: cb14670025j (data)
- Catàleg d'autoritats de noms i títols de Catalunya: 981058508784106706
- Gemeinsame Normdatei: 12878234X
- International Standard Name Identifier: 0000 0000 5935 7419
- Library of Congress Control Number: n87847180
- SNAC: w6fj3b6b
- Système universitaire de documentation: 115989765
- Virtual International Authority File: 27327883
- WorldCat: E39PBJw8VhwHqdCfydVw6YtHYP